# Rip Esselstyn
Rip Esselstyn (rojen leta 1963), nekdanji poklicni gasilec in triatlonec, je ameriški zdravstveni aktivist in pisatelj. Je avtor knjig The Engine 2 Diet (2009), Plant-Strong (2016), My Beef With Meat (2013) in The Engine 2 Seven Day Rescue Diet (2017).

## Zgodnje življenje in začetek kariere
Rip Esselstyn se je rodil v New Yorku leta 1963. Ime je dobil po literarnemu junaku Ripu Van Winkleju.  Svoje otroštvo je preživel v mestu Cleveland, v zvezni državi Ohio. Njegov oče, kirurg Caldwell Esselstyn, je eden od prvih promotorjev polnovredne rastlinske prehrane, s katero je moč zdraviti bolezni srca in drugih sodobnih bolezni.
Hodil je na Univerzo v Austin Teksasu, kjer je dobival športno štipendijo od leta 1982 do leta 1986. V tem času je bil izjemno uspešen plavalec. Po končanem študiju je postal profesionalni triatlonec in tekmoval približno deset let. Leta 1997 se je upokojil kot triatlonec ter postal gasilec in reševalec. Po dvanajstih letih gašenja požarov in reševanja ljudi se je naposled poslovil od gasilcev in se popolnoma posvetil zdravstvenemu aktivizmu in širjenju informacij o blagodejnih učinkih polnovredne rastlinske prehrane na človekovo zdravje.

## Knjige
Rip Esselstyn je s polnovrednim rastlinskim prehranjevanjem (brez mesa, rib, jajc in mlečnih živil) pričel leta 1987. Na to odločitev sta najbolj vplivala njegov oče in svetovno znani triatlonec Dave Scott, po katerem se je Rip zgledoval. Sam pravi, da se izogiba besedi »veganstvo«, saj po njegovem mnenju to jemlje voljo in prestraši ljudi. Veliko rajši uporablja izraz "plant strong", saj se to po njegovem mnenju sliši bolje in povzroči drugačen odziv pri ljudeh. Svoje poglobljeno znanje o polnovredni in pravilno strukturirani rastlinski prehrani je zapisal tudi v knjigah.

### The Engine 2 Diet (2009)
Ripov prijatelj in sodelavec v gasilskem domu Engine 2 je leta 2003 odkril, da je njegov holesterol nevarno visok. Zaradi tega je Rip spodbudil celotno ekipo gasilcev, da so skupaj spremenili svojo prehrano, ki je bila polna nasičenih živalskih maščob in predelanih živil. Vsi gasilci v tem gasilskem domu so začeli jesti polnovredno rastlinsko hrano in s tem pomagali rešiti življenje svojemu prijatelju, saj je ta v parih tednih drastično znižal vrednosti slabega holesterola. Ta izkušnja je Ripa spodbudila, da je napisal knjigo The Engine 2 Diet, ki se začne z uvodno besedo T. Colina Campbella, avtorja knjige Kitajska študija.

### My Beef With Meat (2013)
Leta 2013 je Esselstyn izdal še eno knjigo, z naslovom My Beef With Meat, ki govori o škodljivih učinkih uživanja mesa na človeško telo ter vključuje prepričljive argumente za uživanje polnovrednih rastlinskih živil. Knjiga je prišla na listo najbolj prodajanih knjig revije New York Times.

## Forks Over Knives
Esselstyn je skupaj s svojim očetom in T. Colinom Campbellom nastopil v znanem ameriškem dokumentarnem filmu o polnovredni rastlinski prehrani Forks Over Knives. S svojo dolgoletno in uspešno kariero kot poklicni triatlonec je jasno pokazal, da rastlinsko prehranjevanje blagodejno vpliva na vzdržljivost in fizične sposobnosti športnikov. S svojim prispevkom v dokumentarnem filmu je želel ozavestiti gledalce o tem, da za uspešno športno kariero ter zdravo življenje človek ne potrebuje živil živalskega izvora. Kasneje je posnel še svoj dokumentarni film Forks Over Knives Presents: The Engine 2 Kitchen Rescue with Rip Esselstyn.